# Štěstí
Štěstí é um filme de drama tcheco de 2005 dirigido e escrito por Bohdan Sláma. Foi selecionado como represente da República Tcheca à edição do Oscar 2006, organizada pela Academia de Artes e Ciências Cinematográficas.

## Elenco
- Anna Geislerová - Dasha
- Pavel Liška - Toník
- Tatiana Vilhelmová - Monika
- Marek Daniel - Jára
- Zuzana Krónerová - Teta
- Vanda Hybnerová - Ženuška